# Eusthenomus hopei
Eusthenomus hopei är en skalbaggsart som beskrevs av Lane 1970. Eusthenomus hopei ingår i släktet Eusthenomus och familjen långhorningar. Inga underarter finns listade i Catalogue of Life.